# Скайя
Скайя (др.-греч. Σκαία) — персонаж греческой мифологии, одна из пятидесяти данаид — дочерей царя Аргоса Даная. Жена Египтиада Даифрона и Архандра. 

## В мифологии

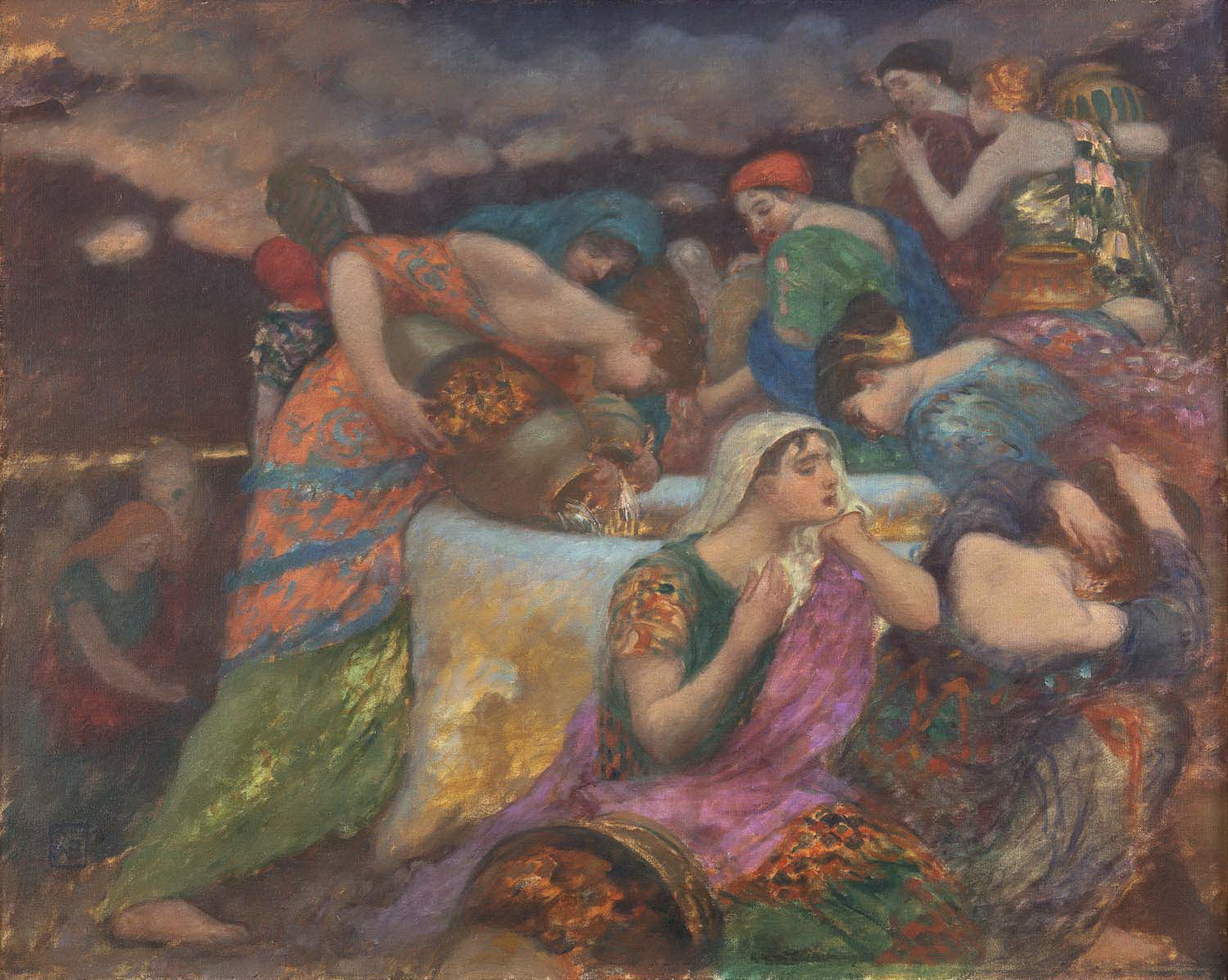
Руперт Банни. Данаиды. 1918 год

Скайя была дочерью царя Аргоса Даная от его жены Европы. Вместе с отцом и сёстрами она бежала в Элладу, спасаясь от двоюродных братьев Египтиадов: те хотели жениться на данаидах, а Данаю была предсказана гибель от руки зятя. Египтиады настигли беглянок в Аргосе и принудили к браку; Скайя стала женой Даифрона. Однако в первую же брачную ночь она убила своего мужа кинжалом или булавкой, спрятанной в причёске, и то же самое сделали со своими мужьями все её сёстры, кроме Гипермнестры. Головы убитых они закопали на берегу реки Лерна, а тела похоронили за городской стеной. После этого данаиды прошли обряд очищения в водах Лернейского озера. В тот же день Данай нашёл для них новых мужей из числа победителей в состязаниях по бегу. Согласно Павсанию, Скайя стала женой Архандра, сына Ахея, который приехал в Аргос из Фтиотиды; в этом браке родился сын Метанаст. 
После смерти Скайя вместе с сёстрами понесла наказание за мужеубийство: в подземном царстве она вечно наливает воду в пробитую бочку.